# Casimiro Gómez Ortega

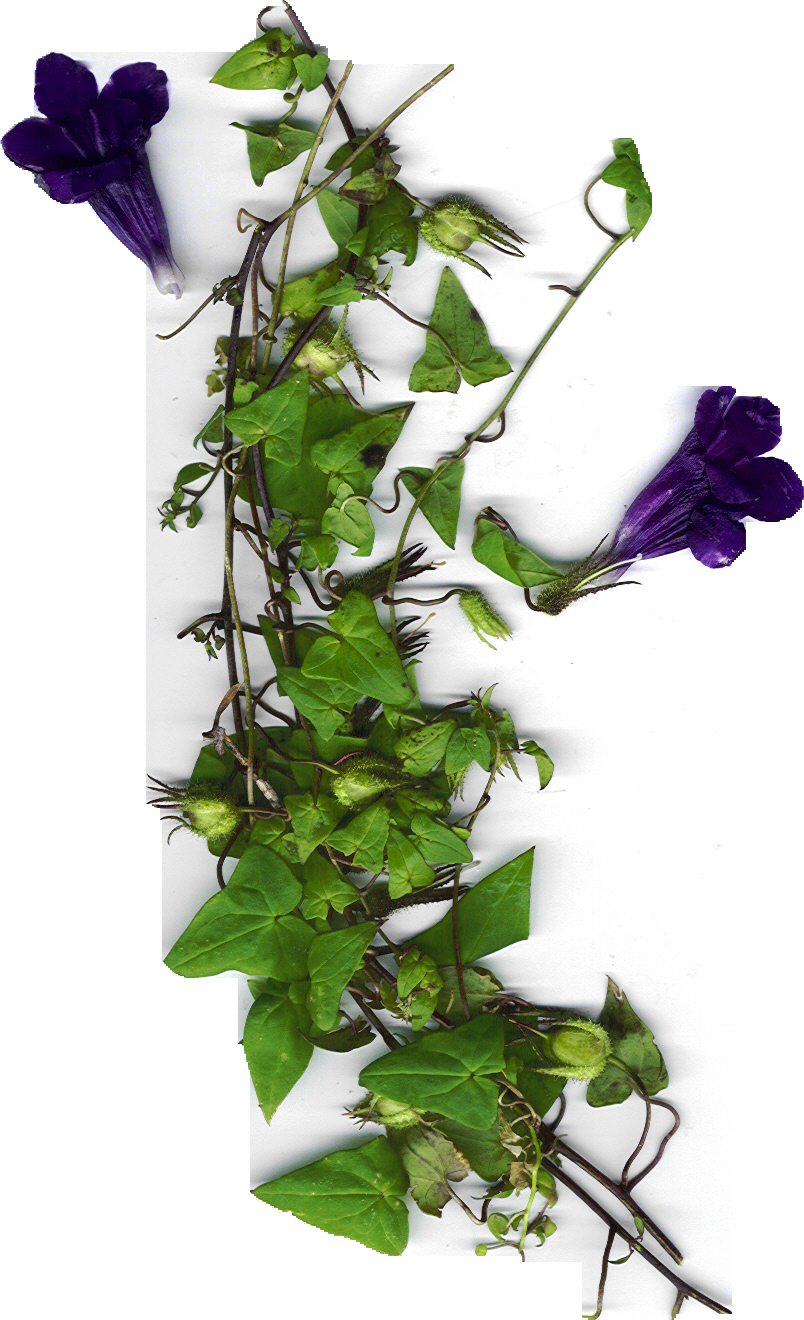
Maurandya barclaiana, especie perteneciente a uno de los géneros descritos por Gómez Ortega.

Casimiro Gómez [de] Ortega, (Añover de Tajo, Toledo, 4 de marzo de 1741 - Madrid, 30 de agosto de 1818) fue un botánico, médico, farmacéutico y poeta español.

## Datos biográficos
Hizo sus primeros estudios en Toledo, Madrid y Barcelona, costeados por su tío materno José Arcadio de Ortega, de quien heredó. Amplió estudios en Bolonia (1758-1762), donde recibió los grados de doctor en Filosofía y en Medicina. Vuelto a Madrid en 1762, ejerció de farmacéutico. Fue nombrado censor para las oposiciones de todas las cátedras en el Colegio Imperial de Madrid y participó activamente en tertulias literarias, de forma que hasta imprimió en 1769 un Examen imparcial de la zarzuela intitulada "Las labradoras de Murcia" e incidentalmente de todas las obras del mismo autor en que analizaba la obra teatral de Ramón de la Cruz; en este cometido pagó de su bolsillo, como manchego que era, una edición bilingüe italiano-español de una égloga de Garcilaso (1771), pues le había gustado mucho la traducción que de la misma había conocido en Italia, realizada por un famoso poeta italiano. En 1771 se le nombra primer catedrático del Real Jardín Botánico de Madrid de manera interina, ganando definitivamente la plaza por oposición al año siguiente, desempeñándola hasta 1801, año en que se retiró. Herborizó las faldas de Sierra Morena, Miraflores y El Paular en el Sistema Central y Aranjuez y sus alrededores; analizó las aguas del balneario de Trillo, explicando sus propiedades curativas.
Su influencia fue decisiva para el traslado del Real Jardín Botánico de Madrid desde la Huerta de Migas Calientes, a las afueras de Madrid, a su actual ubicación en el Salón del Prado, en el año 1781. Mantenía correspondencia con los grandes botánicos de la época, sobre todo extranjeros, cuyas obras tradujo al castellano, ampliando de esa manera los conocimientos que se tenían en su época de esta materia. Enriqueció notablemente el Jardín Botánico, dio a conocer en España por primera vez la química neumática, la teoría de los gases y otras reacciones químicas. Fue médico de cámara y boticario mayor del rey, siendo honrado con cargos en las expediciones científicas dispuestas por el gobierno. Asimismo era miembro de numerosas sociedades literarias y científicas de su época.
Dentro de una política muy ambiciosa de adquisiciones para el Jardín Botánico crea tres grupos de corresponsales botánicos. Uno europeo para dar a conocer las expediciones científicas y sacar rendimiento de ellas. Otro grupo, el español, estudia la flora del país, colabora en la formación de profesionales que cursan la botánica en sus estudios, como los farmacéuticos y trabaja en aclimatar los ejemplares traídos de América en los jardines botánicos españoles. El tercer grupo es americano y apoya a los científicos que trabajan en las expediciones organizadas por él.
Organizó y dirigió las expediciones científicas de los botánicos y farmacéuticos Hipólito Ruiz y José Pavón a Perú y Chile (Expedición Botánica al Virreinato del Perú, 1777-1788), la de Juan de Cuéllar a Filipinas (1786-1801) y la de Martín de Sessé y Vicente Cervantes a Nueva España (Real Expedición Botánica a Nueva España, 1787-1803).
Actuó como editor de una edición española de la obra Philosophia Botanica de Carlos Linneo (1792) y de las obras completas de Francisco Hernández de Toledo (1790), que quedaron inconclusas. Junto a Antonio Paláu, fue el introductor del método Linneo en España. Su obra se tradujo a otros idiomas, p. ej. el Curso elemental conoció una traducción al italiano publicada en Parma en 1788, con reedición en Brescia en 1802; la parte del catálogo de plantas de Trillo (Guadalajara) (pp. 37-46) fue copiada por John Talbot Dillon en su obra Travels through Spain... (1780). Colaboró asiduamente en los diferentes números de la revista Pharmacopoea Hispana sobre temas farmacéuticos y botánicos y publicó las obras que se relacionan más abajo (no hay seguridad de que la lista esté completa).
Los últimos años de su vida se vieron empañados por su animosidad contra quien había de sucederle, el eminente botánico Antonio J. de Cavanilles, lo que le hizo recibir juicios muy desfavorables tanto dentro como fuera de España. Estuvo casado con Teresa López, que le sobrevivió.

## Eponimia
Géneros de plantas
- Gomortega Ruiz & Pav., 1794 (Gomortegaceae)
- Gomozia Mutis ex L.f., 1781 (Rubiaceae, error por Gomezia, actualmente un sinónimo de Nertera).
- Ortegia Loefl. ex L., 1753 (Caryophyllaceae).

## Aportes botánicos

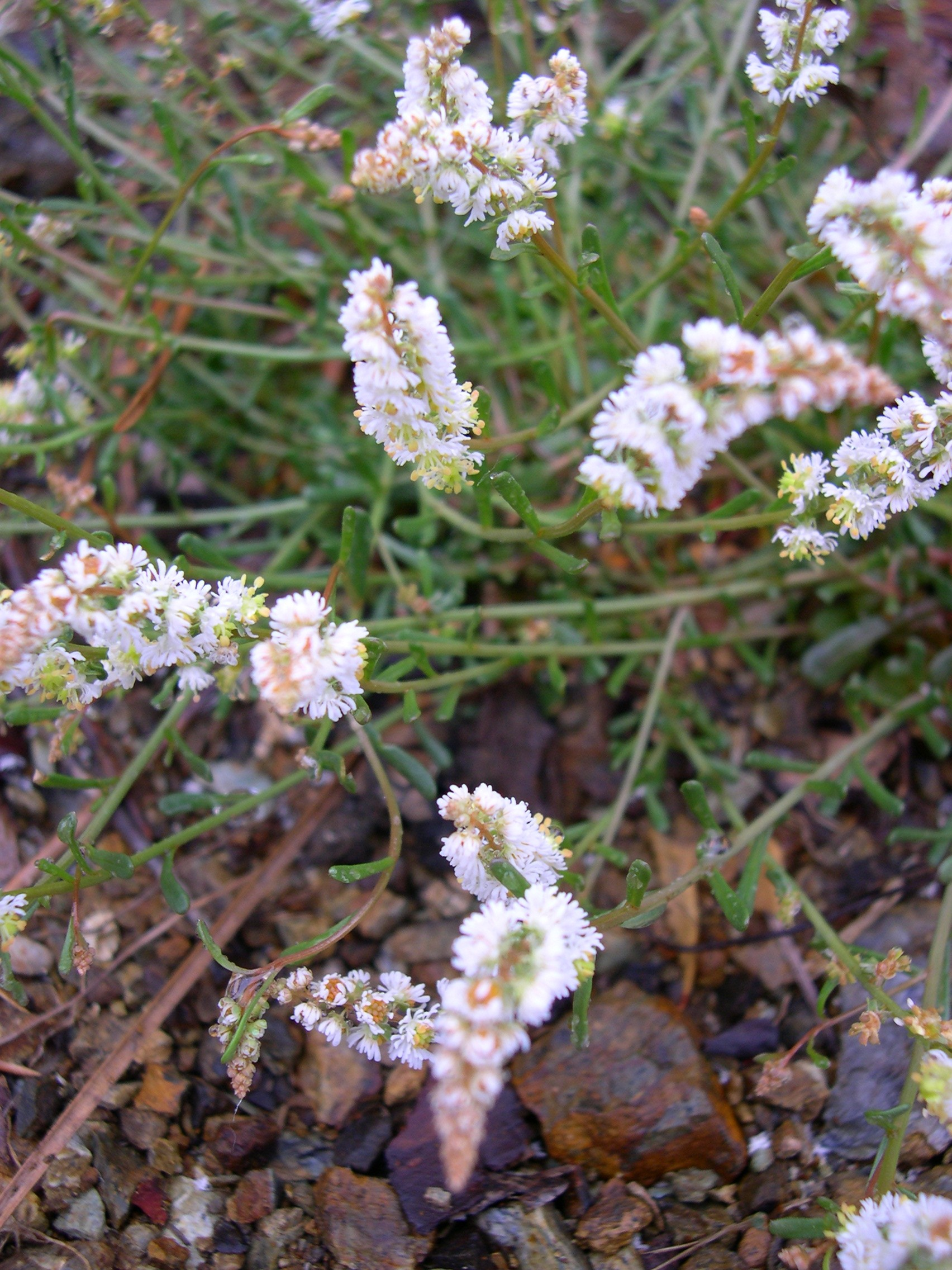
Sesamoides pygmaea, otra planta de un género descrito por Ortega.

Describió 20 géneros, de los cuales sólo cuatro se usan actualmente, y numerosas especies:
- Broussonetia, un sinónimo de Sophora (Fabaceae)
- Calyxhymenia, un sinónimo de Mirabilis (Nyctaginaceae)
- Echeandia (Anthericaceae)
- Echioides un sinónimo de Arnebia (Boraginaceae)
- Genistella, un sinónimo de Chamaespartium (Fabaceae)
- Larrea, un sinónimo de Hoffmannseggia (Fabaceae)
- Lilio-Hyacinthus, un sinónimo de Scilla (Liliaceae)
- Lorentea, un sinónimo de Sanvitalia (Asteraceae)
- Maurandya (Plantaginaceae)
- Mozinna, un sinónimo de Jatropha (Euphorbiaceae)
- Narcissoleucojum, un sinónimo de Leucojum (Amaryllidaceae)
- Nidus-avis, un sinónimo de Neottia (Orchidaceae)
- Pascalia (Asteraceae)
- Polygonoides, un sinónimo de Calligonum (Polygonaceae)
- Rutamuraria, un sinónimo de Asplenium (Aspleniaceae)
- Sesamoides (Resedaceae)
- Telephioides, un sinónimo de Andrachne (Euphorbiaceae)
- Tithymaloides, un sinónimo de Pedilanthus (Euphorbiaceae)
- Viborquia, un sinónimo de Eysenhardtia (Fabaceae)
- Villanova, un sinónimo de Parthenium (Asteraceae)

## Obras publicadas
No se incluyen artículos en revistas, solo obras monográficas.
- Gómez Ortega, Casimiro (1759). De laudibus Caroli III potentissimi Hispaniarum Regis carmina.. Bononiae: Typograph. SS. Inquisition. sub signo D. Thomae Aquinat. XIV p., 1 lám..
- Gómez Ortega, Casimiro (1762). Cajetani Montii Philosophi, & Medici Bononiensis... Oratio habita idibus Decembris MDCCLXI in Collegio medicorum Bononiensi Quum de hujus ordinis sententia / & C.auctoritate Casimirum Gomezium Ortegam Philosoph. &. Medicin. Doctorem renuntiaret.. Bononiae: Typis Laelii a Vulpe. 12 pp..
- Gómez Ortega, Casimiro (1763). De cicuta commentarius.. Madrid: Typis Ioachimi Ibarrae, prostat apud Angelum Corradum. [10], 46 pp. 1 lám..
- Gómez Ortega, Casimiro (1763). Tratado de la naturaleza y virtudes de la Cicuta, llamada vulgarmente Cañaeja, y de su nuevo uso en la curación de los esquirros, cancros, cataratas, gota, y otras graves enfermedades, &c.. Madrid: Typis Ioachimi Ibarra, 1763. [x], 52 pp. 1 lám..
- Gómez Ortega, Casimiro (1763). Ensayo poético en Elogio del Rey Ntrº Sºr Carlos III.. Madrid: Dº. Franco. Nipho. XXVIII pp. Reimpreso en 1769..
- Gómez Ortega, Casimiro (1769). Examen imparcial de la zarzuela intitulada "Las labradoras de Murcia" e incidentalmente de todas las obras del mismo autor..
- Gómez Ortega, Casimiro (1769). Tentamen poeticum sive De laudibus Caroli III Potentissimi Hispaniarum Regis.. Madrid: Ap. Franciscum Niphum. [6], XIX pp..
- Byron, John (traducción de Gómez Ortega, Casimiro) (1769). Viage del comandante Byron alrededor del mundo, hecho últimamente de orden del Almirantazgo de Inglaterra: en el qual se da noticia de varios Países, de las costumbres de sus Habitantes, de las Plantas, y Animales extraños que se crían en ellos: juntamente con una descripción muy circunstanciada del Estrecho de Magallanes, y de cierta Nación de Gigantes, llamados Patagones, con una lamina fina que los representa &c. / Traducido del Inglés, é ilustrado con notas sobre muchos puntos de Geographia, de Physica, de Historia Natural, de Comercio &c. y con un nuevo mapa del Estrecho.. Madrid: En casa de don Francisco Mariano Nipho. 1 lám., 8 h., 245 pp., 1 h. de grabado plegada (mapa)..
- Gómez Ortega, Casimiro (1769). Resumen histórico del primer viage hecho alrededor del mundo, emprendido por Hernando de Magallanes, y llevado felizmente á término por el famoso capitán español Juan Sebastián del Cano, natural de Guetaria, en Guipúzcoa.. Madrid: Imprenta Real de la Gazeta. [12], 55 pp. 1 lám..
- Byron, John (traducción de Gómez Ortega, Casimiro) (1769). Viage del comandante Byron alrededor del mundo, hecho últimamente de orden del Almirantazgo de Inglaterra: en el qual se da noticia de varios Países, de las costumbres de sus Habitantes, de las Plantas, y Animales extraños que se crían en ellos: juntamente con una descripción muy circunstanciada del Estrecho de Magallanes, y de cierta Nación de Gigantes, llamados Patagones, con una lamina fina que los representa &c. / Traducido del Inglés, é ilustrado con notas sobre muchos puntos de Geographia, de Physica, de Historia Natural, de Comercio &c. y con un nuevo mapa del Estrecho. Segunda edición, en que se añade el Resumen histórico del viage emprendido por Magallanes, y concluido por el capitan espanol Juan Sebastian del Cano.... Madrid: Imp. real de la Gazeta. [8], 176, [6], 55 pp. mapa, 1 lám..
- Gómez Ortega, Casimiro (1771). Epigramas latinos con su versión castellana, en celebridad del faustisimo nacimiento del Infante leídas por... . Madrid: Antonio Pérez de Soto. 7 pp..
- Gómez Ortega, Casimiro (1772). Indice de las plantas que se han sembrado en el Real Jardín botánico en este año de 1772, arreglado á las denominaciones de los más acreditados botánicos.. Madrid:. 16 pp. Originalmente anónimo..
- Duhamel du Monceau, Henri-Louis (traducción de Gómez Ortega, Casimiro) (1772). Physica de los árboles en la cual se trata de la Anatomía de las plantas y de la Economía vegetal, ó sea introducción al tratado general de bosques y montes: con una disertación sobre la utilidad de los Métodos Botánicos.. Madrid: Por D. Joachin Ibarra Imp. 2 vols. 57 láms..
- Gómez Ortega, Casimiro (1772). De nova quadam stirpe seu Cotyledonis Mucizoniae et Pistoriniae descriptio.. Madrid: Joachim Ibarra. 8 pp., 1 lám..
- Duhamel du Monceau, Henri-Louis (traducción de Gómez Ortega, Casimiro) (1772). Disertación acerca de los métodos Botánicos.. Madrid: Joachim Ibarra. 4 h. + LIII pp..
- Gómez Ortega, Casimiro (1772). Tabulae botanicae in quibus classes, sectiones, et genera plantarum in Institutionibus Tournefortianis tradita synoptice exhibentur, in usum praelectionum botanicarum.. Madrid: Apud Joachinum Ibarra. 39 pp. Reimpreso en 1773..
- Duhamel du Monceau, Henri-Louis (traducción de Gómez Ortega, Casimiro) (1773). Tratado de las siembras y plantíos de los árboles y de su cultivo; ó Medios de	multiplicar y criar árboles.. Madrid: Joachim Ibarra. LXXII, 363 pp. ilus..
- Duhamel du Monceau, Henri-Louis (traducción de Gómez Ortega, Casimiro) (1773-4). Tratado del cuidado y aprovechamiento de los montes y bosques, corta, poda, beneficio y uso de sus maderas y leñas.. Madrid: J. Ibarra. 2 vols., ilus..
- Gyllenborg, Gustaf Adolf (traducción de Gómez Ortega, Casimiro) (1775). Elementos naturales y chymicos de agricultura, del conde Gustavo Adolfo Gyllemborg.. Madrid: Miguel Escribano. [16], 160 pp..
- Gómez Ortega, Casimiro (1778). Tratado de las aguas termales de Trillo: comprehende la antigüedad y situación de Trillo: la descripción de sus baños: la de sus Plantas y Minerales: la análisis de las aguas, el método de usarlas y la distancia, o ruta desde Madrid. Escrito bajo la dirección del señor D. Miguel Maria de Nava.. Madrid: Joachin Ibarra. 227 pp..
- Gómez Ortega, Casimiro (1779). Instrucción sobre el modo más seguro y económico de transportar plantas vivas por mar y tierra á los países más distantes: ilustrada con láminas. Añádese el metodo de desecar las	plantas para formar herbarios; dispuesta por orden del rey.. Madrid: D. Joachin Ibarra. [2], 70 pp., [1] h. de lám. Reimpresión en 1787..
- Sage, Balthasar-Georges (traducción de Gómez Ortega, Casimiro) (1780). Experiencias con que se prueba que el alkali volátil fluido es el remedio más eficaz en las asphyxias o muertes aparentes de los ahogados y sofocados del tufo del carbón.. Madrid: Imprenta Real de la Gazeta. 7 h., 112 pp..
- Gómez Ortega, Casimiro (1780). Historia natural de la Malagueta, ó Pimienta de Tavasco, y noticia de los usos, virtudes y exênción de derechos de esta saludable y gustosa especia, con la lámina de su árbol, escrita de orden del rey.. Madrid: D. Joachin Ibarra. 34 pp. 1 lám..
- Gómez Ortega, Casimiro (1783). Tablas Botánicas, en que se explican sumariamente las clases, secciones y géneros de plantas que trae Tournefort en su instituciones: con los nombres Españoles de muchos vegetales y explicación de algunas voces facultativas = Tabulae Botanicae: in quibus synoptice exhibentur clases, sectiones, et genera plantarum in institutionibus Tournefortianis tradita; subjectis plurium specierum nominibus Hispanis, et quarumdam vocum technicarum explicatione &c.. Madrid: Imprenta Real. [16], 168, [70] pp. Texto latino y español paralelos..
- Gómez Ortega, Casimiro (1784). Continuación de La Flora española ó Historia de las plantas de España, que escribía don Joseph Quer, cirujano consultor del exército, ordenada, suplida y publicada de orden del Rey nuestro Señor, y con encargo y dirección de su Real Protomedicato por el Dr. Don Casimiro Gomez de Ortega.. Madrid: Joachin Ibarra. 2 vols. (5º y 6º).
- Gómez Ortega, Casimiro (1784). Elogio histórico de don Joseph Quer.. Madrid: Joachin Ibarra. Retrato, [2], XXII pp. Extraído del anterior..
- Gómez Ortega, Casimiro & Palau y Verdera, Antonio (1785). Curso elemental de botánica teórico y práctico dispuesto para la enseñanza del Real Jardín Botánico de Madrid.. Madrid: Imprenta Real. 2 tomos: Parte teórica. -- xiv, 226 p. -- Parte práctica. -- xliv, 184 pp..
- Sage, Balthasar-Georges (traducción de Gómez Ortega, Casimiro) (1785). Arte de ensayar oro y plata: bosquejo o descripción comparativa de la copelación de las substancias metálicas por medio del plomo o del bismuto y operaciones para sacar el oro más puro que por el método de la separación o apartado: con las láminas correspondientes; por el célebre Mr. Sage; traducido y añadido con algunas notas.. Madrid: Joachin Ibarra. [4], XII, 98 pp. 4 h. de grabado..
- Gómez Ortega, Casimiro (1786). Informe dado al consejo por la Real academia de la historia en 10 de junio de 1783 sobre la disciplina eclesiástica antigua y moderna relativa al lugar de las sepulturas. [Firmado: Antonio Mateos Murillo, Josef de Guevara Vasconcelos, Dr Casimiro Ortega, D. Gaspar Melchor de Jovellanos, Joseph Miguel de Flores. - Noticias y reflexiones del... duque de Villahermosa sobre los cementerios fuera de los poblados...].. Madrid: A. de Sancha. 1 volumen con 2 partes..
- Gómez Ortega, Casimiro (1786). Exercicios públicos de Botánica, que tendrán en la pieza de la enseñanza de las casas del Real Jardín botánico D. Joseph Longinos, D. Gregorio Bacas, D. Vicente Cervántes y D. Andrés Cuellar.. Madrid: Imprenta Real. 8 pp..
- Gómez Ortega, Casimiro (1788). Exercicios públicos de Botánica, que tendrán en la pieza de la enseñanza de las casas del Real Jardín botánico el Dr. D. Miguel Morago, el Lic. D. Joseph Sanchez, Don Benito Pérez Valdés y D. Angel Gómez Ortega.. Madrid: Imprenta Real. 8 pp..
- Hernández de Toledo, Francisco (editado por Gómez Ortega, Casimiro) (1790). F. Hernandi... Opera, cum edita, tum inedita, ad autographi fidem et integritatem expressa, impensa et jussu regio.. Madrid: Ex Typ. Ibarrae Heredum. 3 vols. [Contiene sólo "De Historia plantarum Novae Hispaniae", el resto no llegó a publicarse].
- Gómez Ortega, Casimiro & Muñoz de Ugena, Manuel (1791-2). Flora española selecta, o Colección de las plantas más peregrinas y espontáneas de los dominios de España = Florae hispanicae delectus, sive Insigniorum plantarum per hispaniense imperium sponte nascentium icones, et descriptiones. Fasciculus primus.. Madrid: Ofic. Plácido Barco López. 2 tom. Tomo 1: Ramillete primero. 1791. 9 fol., 6 hojas de lám. Tomo 2: Ramillete segundo. 1792. 7 fol., 6 hojas de lám..
- Linneo, Carlos (editor, Gómez Ortega, Casimiro) (1792). Caroli Linnaei Botanicorum principis, Philosophia Botanica, annotationibus, explanationibus, supplementis aucta.. Madrid: Ex typ. Viduae et filii Petri Marin. VIII, 426 pp. 11 láms..
- Gyllenborg, Gustaf Adolf (traducción de Gómez Ortega, Casimiro) (1794). Elementos naturales y chýmicos de agricultura, del conde Gustavo Adolfo Gyllemborg. Segunda edición, en que va añadida la reducción de las voces chymicas a las de la nueva nomenclatura. Madrid: Viuda de Ibarra. [16], 160, [4] pp..
- Gómez Ortega, Casimiro (1795). Curso elemental de botánica, dispuesto para la enseñanza del Real Jardín de Madrid, por orden del Rey nuestro señor. Segunda edición corregida, aumentada e ilustrada con láminas.. Madrid: Vda. e Hijo de Marín. 2 vols.  I. Parte teórica. XVI, 256 p., 9 láms. II. Parte práctica. XLIV, 240 pp. [1] lám..
- Gómez Ortega, Casimiro (1796). Elenchus plantarum horti regii botanici matritensis, anno MDCCXCVI.. Madrid: Real Jardín Botánico. 34 pp..
- Gómez Ortega, Casimiro (Decas prima-quarta: 1797; decas quinta-octava: 1798; decas nona-decima: 1800.). Novarum aut rariorum plantarum Horti Reg. Botan. Matrit.: descriptionum decades, cum nonnullarum iconibus. Centuria I.. Madrid: Ex Typographia Ibarriana. Decas nona y decima: Ex typographia Mariniana. Decas 1-4: [x], 51 pp. 6 láms.; decas 5-10: 87 pp. 18 láms..
- Gómez Ortega, Casimiro (traducción del inglés) (1797). Farmacopea quirúrgica de Londres: que contiene además de varios remedios adoptados en la práctica de los más insignes cirujanos, todas las principales	recetas de los hospitales de Inglaterra.. Madrid: Imp. Vda. de Joaquin Ibarra, 1797. 4 h., 256 pp..
- White, Robert (traducción de Gómez Ortega, Casimiro) (1797). La nueva farmacopea del Real Colegio de Médicos de Londres, y su análisis, o sea la explicación de la naturaleza, principios, virtudes, usos y dosis de sus preparaciones y composiciones por el doctor Roberto White: traducidas del inglés con notas relativas a la farmacia, e historia natural y médica de España.. Madrid: Imp. Vda. de Joaquin Ibarra, 1797. [6], 145, [1], 165, [1] pp..
- Gómez Ortega, Casimiro (1800). Index seminum plantarum, quae in R. Matr. H. desiderantur, anno MDCCC.. Madrid: Real Jardín Botánico. 12 pp..
- Gómez Ortega, Casimiro (1803). Elenchus plantarum horti regii botanici matritensis.. Madrid: Real Jardín Botánico. 40 pp..
- Duhamel du Monceau, Henri-Louis (traducción de Gómez Ortega, Casimiro) (1805). Compendio del tratado de Duhamel du Monceau sobre siembras y plantíos de árboles y de su cultivo.. Madrid: Impta. Real.
- Gómez Ortega, Casimiro (1817). Carminum libri quatuor cum nonnullorum interpretatione Hispanica: Accedit liber V. inscriptiones continens.. Madrid: Apud Josephum Collado. 128 pp..
- La abreviatura «Ortega» se emplea para indicar a Casimiro Gómez Ortega como autoridad en la descripción y clasificación científica de los vegetales.[5]